# کارلی اسمیتسون
کارلی اسمیتسون (به انگلیسی: Carly Smithson) با نام کامل کارلی سارا هنسی (به انگلیسی: Carly Sarah Hennessy) (زاده ۱۲ سپتامبر ۱۹۸۳) خواننده و ترانه‌سرا یرلندی است.